# Nuoto ai Giochi della XVII Olimpiade - Staffetta 4x100 metri misti maschile
La competizione della staffetta 4x100 metri misti maschile di nuoto ai Giochi della XVII Olimpiade si è svolta nei giorni 27 agosto e 1º settembre 1960 allo stadio Olimpico del Nuoto di Roma.

## Programma
| Data         | Round      | Note                           |
| ------------ | ---------- | ------------------------------ |
| 27 agosto    | 3 Batterie | I migliori 8 tempi alla finale |
| 1º settembre | Finale     |                                |

## Risultati

### Batterie
| Pos. | Nazione   | Atleti            | Tempo Indiv | Tempo  | Posizione |
| ---- | --------- | ----------------- | ----------- | ------ | --------- |
| 1    | Australia | Julian Carroll    | 1'04"6      | 4'14"8 | 2         |
| 1    | Australia | William Burton    | 1'13"3      | 4'14"8 | 2         |
| 1    | Australia | Kevin Berry       | 1'01"7      | 4'14"8 | 2         |
| 1    | Australia | Geoff Shipton     | 55"2        | 4'14"8 | 2         |
| 2    | Germania  | Wolfgang Wagner   | 1'04"3      | 4'17"7 | 9         |
| 2    | Germania  | Günter Tittes     | 1'12"2      | 4'17"7 | 9         |
| 2    | Germania  | Hermann Lotter    | 1'04"0      | 4'17"7 | 9         |
| 2    | Germania  | Uwe Jacobsen      | 57"2        | 4'17"7 | 9         |
| 3    | Francia   | Robert Christophe | 1'03"2      | 4'21"7 | 11        |
| 3    | Francia   | Roland Boullanger | 1'15"5      | 4'21"7 | 11        |
| 3    | Francia   | Jean Pommat       | 1'05"5      | 4'21"7 | 11        |
| 3    | Francia   | Alain Gottvallès  | 57"6        | 4'21"7 | 11        |
| 4    | Messico   | Alejandro Gaxiola | 1'05"4      | 4'23"1 | 12        |
| 4    | Messico   | Enrique Rabell    | 1'18"6      | 4'23"1 | 12        |
| 4    | Messico   | Mauricio Ocampo   | 1'02"3      | 4'23"1 | 12        |
| 4    | Messico   | Jorge Escalante   | 56"8        | 4'23"1 | 12        |
| 5    | Finlandia | Stig-Olof Grenner | 1'05"2      | 4'27"3 | 14        |
| 5    | Finlandia | Pekka Lairola     | 1'16"2      | 4'27"3 | 14        |
| 5    | Finlandia | Ilkka Suvanto     | 1'06"6      | 4'27"3 | 14        |
| 5    | Finlandia | Karri Käyhkö      | 59"3        | 4'27"3 | 14        |
| 6    | Israele   | Joram Shnider     | 1'11"3      | 4'37"6 | 17        |
| 6    | Israele   | Gershon Shefa     | 1'19"3      | 4'37"6 | 17        |
| 6    | Israele   | Itzhak Luria      | 1'06"9      | 4'37"6 | 17        |
| 6    | Israele   | Amiram Trauber    | 1'01"1      | 4'37"6 | 17        |

| Pos. | Nazione          | Atleti                  | Tempo Indiv | Tempo  | Posizione |
| ---- | ---------------- | ----------------------- | ----------- | ------ | --------- |
| 1    | Giappone         | Kazuo Watanabe          | 1'05"4      | 4'16"0 | 4         |
| 1    | Giappone         | Yoshihiko Ōsaki         | 1'18"6      | 4'16"0 | 4         |
| 1    | Giappone         | Kōichi Hirakida         | 1'02"3      | 4'16"0 | 4         |
| 1    | Giappone         | Katsuki Ishihara        | 56"8        | 4'16"0 | 4         |
| 2    | Italia           | Giuseppe Avellone       | 1'05"8      | 4'16"0 | 5         |
| 2    | Italia           | Roberto Lazzari         | 1'12"0      | 4'16"0 | 5         |
| 2    | Italia           | Fritz Dennerlein        | 1'00"7      | 4'16"0 | 5         |
| 2    | Italia           | Bruno Bianchi           | 57"5        | 4'16"0 | 5         |
| 3    | Unione Sovietica | Leonid Barbier          | 1'03"8      | 4'16"2 | 7         |
| 3    | Unione Sovietica | Leonid Kolesnikov       | 1'13"0      | 4'16"2 | 7         |
| 3    | Unione Sovietica | Grigory Kiselyov        | 1'04"0      | 4'16"2 | 7         |
| 3    | Unione Sovietica | Igor' Lužkovskij        | 56"4        | 4'16"2 | 7         |
| 4    | Gran Bretagna    | Graham Sykes            | 1'03"9      | 4'16"8 | 8         |
| 4    | Gran Bretagna    | Christopher Walkden     | 1'13"1      | 4'16"8 | 8         |
| 4    | Gran Bretagna    | Ian Black               | 1'02"4      | 4'16"8 | 8         |
| 4    | Gran Bretagna    | Stanley Clarke          | 57"4        | 4'16"8 | 8         |
| 5    | Filippine        | Lorenzo Cortez          | 1'08"4      | 4'28"0 | 15        |
| 5    | Filippine        | Antonio Saloso          | 1'18"1      | 4'28"0 | 15        |
| 5    | Filippine        | Freddie Elizalde        | 1'02"9      | 4'28"0 | 15        |
| 5    | Filippine        | Bana Sailani            | 58"6        | 4'28"0 | 15        |
| 6    | Brasile          | Athos de Oliveira Filho | 1'07"2      | 4'30"1 | 16        |
| 6    | Brasile          | Farid Zablith Filho     | 1'15"6      | 4'30"1 | 16        |
| 6    | Brasile          | Aldo Perseke            | 1'08"5      | 4'30"1 | 16        |
| 6    | Brasile          | Fernando de Abreu       | 58"8        | 4'30"1 | 16        |

| Pos. | Nazione     | Atleti            | Tempo Indiv | Tempo  | Posizione |
| ---- | ----------- | ----------------- | ----------- | ------ | --------- |
| 1    | Stati Uniti | Robert Bennett    | 1'02"7      | 4'08"2 | 1         |
| 1    | Stati Uniti | Paul Hait         | 1'11"2      | 4'08"2 | 1         |
| 1    | Stati Uniti | Dave Gillanders   | 59"8        | 4'08"2 | 1         |
| 1    | Stati Uniti | Steve Clark       | 54"6        | 4'08"2 | 1         |
| 2    | Canada      | Bob Wheaton       | 1'04"8      | 4'15"3 | 3         |
| 2    | Canada      | Steve Rabinovitch | 1'12"3      | 4'15"3 | 3         |
| 2    | Canada      | Cam Grout         | 1'02"1      | 4'15"3 | 3         |
| 2    | Canada      | Dick Pound        | 56"1        | 4'15"3 | 3         |
| 3    | Paesi Bassi | Jan Jiskoot       | 1'05"6      | 4'16"1 | 6         |
| 3    | Paesi Bassi | Wieger Mensonides | 1'12"2      | 4'16"1 | 6         |
| 3    | Paesi Bassi | Gerrit Korteweg   | 1'02"2      | 4'16"1 | 6         |
| 3    | Paesi Bassi | Ron Kroon         | 56"1        | 4'16"1 | 6         |
| 4    | Ungheria    | József Csikány    | 1'04"6      | 4'17"7 | 9         |
| 4    | Ungheria    | György Kunsági    | 1'13"1      | 4'17"7 | 9         |
| 4    | Ungheria    | László Kiss       | 1'03"0      | 4'17"7 | 9         |
| 4    | Ungheria    | László Lantos     | 57"0        | 4'17"7 | 9         |
| 5    | Jugoslavia  | Mihovil Dorčić    | 1'06"1      | 4'25"5 | 13        |
| 5    | Jugoslavia  | Đorđe Perišić     | 1'14"9      | 4'25"5 | 13        |
| 5    | Jugoslavia  | Veljko Rogošić    | 1'06"3      | 4'25"5 | 13        |
| 5    | Jugoslavia  | Janez Kocmur      | 58"2        | 4'25"5 | 13        |
| 6    | Portogallo  | Raúl Cerqueira    | 1'07"1      | 4'39"9 | 18        |
| 6    | Portogallo  | Eduardo de Sousa  | 1'24"7      | 4'39"9 | 18        |
| 6    | Portogallo  | Luís Vaz Jorge    | 1'06"8      | 4'39"9 | 18        |
| 6    | Portogallo  | Herlander Ribeiro | 1'01"3      | 4'39"9 | 18        |

### Finale
| Pos.    | Nazione          | Atleti              | Tempo Indiv | Tempo  |
| ------- | ---------------- | ------------------- | ----------- | ------ |
| Oro     | Stati Uniti      | Frank McKinney      | 1'02"0      | 4'05"4 |
| Oro     | Stati Uniti      | Paul Hait           | 1'10"5      | 4'05"4 |
| Oro     | Stati Uniti      | Lance Larson        | 58"8        | 4'05"4 |
| Oro     | Stati Uniti      | Jeff Farrell        | 54"9        | 4'05"4 |
| Argento | Australia        | David Theile        | 1'02"4      | 4'12"0 |
| Argento | Australia        | Terry Gathercole    | 1'10"9      | 4'12"0 |
| Argento | Australia        | Neville Hayes       | 1'03"3      | 4'12"0 |
| Argento | Australia        | Geoff Shipton       | 55"4        | 4'12"0 |
| Bronzo  | Giappone         | Kazuo Tomita        | 1'04"1      | 4'12"2 |
| Bronzo  | Giappone         | Kōichi Hirakida     | 1'11"5      | 4'12"2 |
| Bronzo  | Giappone         | Yoshihiko Ōsaki     | 1'00"4      | 4'12"2 |
| Bronzo  | Giappone         | Keigo Shimizu       | 56"2        | 4'12"2 |
| 4       | Canada           | Bob Wheaton         | 1'05"4      | 4'16"8 |
| 4       | Canada           | Steve Rabinovitch   | 1'12"4      | 4'16"8 |
| 4       | Canada           | Cam Grout           | 1'03"0      | 4'16"8 |
| 4       | Canada           | Dick Pound          | 56"0        | 4'16"8 |
| 5       | Unione Sovietica | Leonid Barbier      | 1'04"7      | 4'16"8 |
| 5       | Unione Sovietica | Leonid Kolesnikov   | 1'12"5      | 4'16"8 |
| 5       | Unione Sovietica | Grigory Kiselyov    | 1'02"4      | 4'16"8 |
| 5       | Unione Sovietica | Igor' Lužkovskij    | 57"2        | 4'16"8 |
| 6       | Italia           | Giuseppe Avellone   | 1'05"5      | 4'17"2 |
| 6       | Italia           | Roberto Lazzari     | 1'12"1      | 4'17"2 |
| 6       | Italia           | Fritz Dennerlein    | 1'01"4      | 4'17"2 |
| 6       | Italia           | Bruno Bianchi       | 57"6        | 4'17"2 |
| 7       | Gran Bretagna    | Graham Sykes        | 1'03"6      | 4'17"6 |
| 7       | Gran Bretagna    | Christopher Walkden | 1'12"4      | 4'17"6 |
| 7       | Gran Bretagna    | Ian Black           | 1'03"3      | 4'17"6 |
| 7       | Gran Bretagna    | Stanley Clarke      | 58"3        | 4'17"6 |
| 8       | Paesi Bassi      | Jan Jiskoot         | 1'06"3      | 4'18"2 |
| 8       | Paesi Bassi      | Wieger Mensonides   | 1'13"4      | 4'18"2 |
| 8       | Paesi Bassi      | Gerrit Korteweg     | 1'02"6      | 4'18"2 |
| 8       | Paesi Bassi      | Ron Kroon           | 55"9        | 4'18"2 |